# Nicolae Stanciu
Nicolae Claudiu Stanciu (* 7. května 1993 Alba Iulia) je rumunský profesionální fotbalista, který hraje na pozici ofensivního záložníka za saúdskoarabský klub Damac FC a za rumunský národní tým, jehož je kapitánem.
Je držitelem českého přestupového rekordu, když v létě 2019 přestoupil ze saúdskoarabského celku Al Ahli za přibližně 4 miliony euro. Překonal tak svůj vlastní rekord; v lednu 2018 totiž přestoupil z belgického RSC Anderlecht do klubu AC Sparta Praha za 96 milionů korun.
V roce 2016 Stanciu obsadil 2. místo v soutěži Rumunský fotbalista roku.

## Klubová kariéra

### Unirea Alba Iulia
Do týmu Unirey se připojil až v 11 letech. Dne 25. května 2008, ve věku 15 let, odehrál svůj první zápas v seniorském fotbale, když nastoupil v utkání 2. rumunské ligy proti FC Corvinul Hunedoara. Většinu sezony 2008/2009 nehrál kvůli zranění.
Dne 1. května 2010, ve věku 16 let, debutoval v 1. rumunské lize v utkání se Steauou Bukurešť. V červnu byl na testech ve Stuttgartu, ale ekonomické neshody mezi týmy přestup znemožnily. Na konci sezony se o Stanciua zajímaly různé evropské týmy, jako třeba Brescia Calcio, Celtic Glasgow nebo TSG 1899 Hoffenheim.
| Gól              | Datum       | Soutěž (kolo) | Zápas                                     | Skóre (minuta) | Výsledek |
| ---------------- | ----------- | ------------- | ----------------------------------------- | -------------- | -------- |
| 1                | 20. 8. 2011 | Liga II (1.)  | FC Unirea Alba Iulia – CSM Ramnicu Valcea | 1:00(25.)      | 2:0      |
| Celkem: Liga – 1 |             |               |                                           |                |          |

### FC Vaslui
Dne 9. září 2011 FC Vaslui zaplatilo Stanciuovu výstupní klauzuli. Kvůli přestupovému banu nebylo Vaslui schopno Stanciua řádně zaregistrovat a tak se o něj pokusily i týmy FC Dinamo București a FC Astra Giurgiu. V květnu 2012 byl deníkem sport.ro napsán na seznam 10 mladých hráčů z Rumunska, které sledovat. Dne 30. srpna proměnil penaltu proti Interu Milán v utkání Evropské ligy.
| Gól                                   | Datum       | Soutěž (kolo)           | Zápas                            | Skóre (minuta)   | Výsledek |
| ------------------------------------- | ----------- | ----------------------- | -------------------------------- | ---------------- | -------- |
| 1                                     | 4. 3. 2012  | Liga I (19.)            | FC Petrolul Ploiești – FC Vaslui | 1:20(88.)        | 1:2      |
| 2                                     | 30. 8. 2012 | 4. předkolo EL (Odveta) | Inter Milán – FC Vaslui          | 0:10(35.) (pen.) | 2:2      |
| 3                                     | 18. 5. 2013 | Liga I (32.)            | FC Vaslui – FC Dinamo București  | 3:10(59.)        | 4:1      |
| Celkem: Liga – 2, Evropské poháry – 1 |             |                         |                                  |                  |          |

### FC Steaua Bukurešť
Dne 27. března 2013 Steaua oznámila přestup Stanciua za nekonkretizovanou částku. Stanciu podepsal na 5 let s výkupní klauzulí kolem 20 milionů eur. Odehrál všech 12 zápasů v Lize mistrů a ve 4. předkole vstřelil gól Legii Varšava a Steaua díky tomu postoupila do základní skupiny. Po odchodu Tănaseho si Stanciu vzal číslo 10 a prodloužil kontrakt do roku 2021. Sezona 2015/2016 byla pro Stanciua produktivní, vstřelil 14 gólů ve 39 soutěžních zápasech.
| Gól                                               | Datum        | Soutěž (kolo)             | Zápas                                         | Skóre (minuta)   | Výsledek |
| ------------------------------------------------- | ------------ | ------------------------- | --------------------------------------------- | ---------------- | -------- |
| 1                                                 | 27. 8. 2013  | 4. předkolo LM (Odveta)   | Legia Varšava – FC Steaua Bukurešť            | 0:10(7.)         | 2:2      |
| 2                                                 | 28. 9. 2013  | 1. liga (9.)              | FC Steaua Bukurešť – ACS Poli Timisoara       | 2:00(40.) (pen.) | 3:0      |
| 3                                                 | 18. 10. 2013 | 1. liga (11.)             | FC Steaua Bukurešť – FC Viitorul Constanta    | 1:00(9.)         | 4:0      |
| 4                                                 | 2. 11. 2013  | 1. liga (13.)             | Corona Brasov – FC Steaua Bukurešť            | 1:10(70.) (pen.) | 1:1      |
| 5                                                 | 14. 12. 2013 | 1. liga (18.)             | Ceahlaul Piatra Neamt – FC Steaua Bukurešť    | 0:20(44.)        | 0:2      |
| 6                                                 | 24. 2. 2014  | 1. liga (20.)             | Concordia Chiajna – FC Steaua Bukurešť        | 0:30(52.)        | 1:4      |
| 7                                                 | 23. 7. 2014  | 2. předkolo LM (Odveta)   | FC Steaua Bukurešť – Strømsgodset IF          | 2:00(84.)        | 2:0      |
| 8                                                 | 6. 8. 2014   | 3. předkolo LM (Odveta)   | FC Steaua Bukurešť – FK Aktobe                | 2:00(39.)        | 2:1      |
| 9                                                 | 28. 10. 2014 | Pohár (Osmifinále)        | CSM Politehnica Iasi – FC Steaua Bukurešť     | 0:10(89.)        | 0:1      |
| 10                                                | 25. 4. 2015  | 1. liga (28.)             | Universitatea Cluj – FC Steaua Bukurešť       | 0:10(14.)        | 0:3      |
| 11                                                | 25. 4. 2015  | 1. liga (28.)             | Universitatea Cluj – FC Steaua Bukurešť       | 0:20(73.)        | 0:3      |
| 12                                                | 3. 5. 2015   | 1. liga (30.)             | FC Dinamo București – FC Steaua Bukurešť      | 0:10(76.) (pen.) | 1:3      |
| 13                                                | 3. 5. 2015   | 1. liga (30.)             | FC Dinamo București – FC Steaua Bukurešť      | 0:20(79.)        | 1:3      |
| 14                                                | 10. 5. 2015  | 1. liga (31.)             | FC Steaua Bukurešť – Concordia Chiajna        | 1:00(29.) (pen.) | 2:2      |
| 15                                                | 24. 5. 2015  | 1. liga (33.)             | FC Steaua Bukurešť – FC Botosani              | 2:00(43.)        | 2:0      |
| 16                                                | 14. 7. 2015  | 2. předkolo LM (1. zápas) | AS Trenčín – FC Steaua Bukurešť               | 0:10(63.)        | 0:2      |
| 17                                                | 23. 8. 2015  | 1. liga (8.)              | CS Universitatea Craiova – FC Steaua Bukurešť | 0:10(18.)        | 1:2      |
| 18                                                | 30. 8. 2015  | 1. liga (9.)              | FC Steaua Bukurešť – FC Viitorul Constanta    | 1:00(20.)        | 1:0      |
| 19                                                | 21. 9. 2015  | 1. liga (11.)             | FC Steaua Bukurešť – Concordia Chiajna        | 2:00(25.) (pen.) | 3:1      |
| 20                                                | 27. 9. 2015  | 1. liga (12.)             | FC Steaua Bukurešť – FC Voluntari             | 3:00(66.) (pen.) | 3:1      |
| 21                                                | 8. 11. 2015  | 1. liga (17.)             | FC Steaua Bukurešť – FC Botosani              | 2:20(29.)        | 5:3      |
| 22                                                | 8. 11. 2015  | 1. liga (17.)             | FC Steaua Bukurešť – FC Botosani              | 5:30(72.)        | 5:3      |
| 23                                                | 22. 11. 2015 | 1. liga (18.)             | FC Dinamo București – FC Steaua Bukurešť      | 3:10(90.+2.)     | 3:1      |
| 24                                                | 17. 12. 2015 | Pohár (Čtvrtfinále)       | FC Viitorul Constanta – FC Steaua Bukurešť    | 0:10(48.)        | 0:1      |
| 25                                                | 21. 12. 2015 | 1. liga (23.)             | FC Steaua Bukurešť – ACS Poli Timisoara       | 2:00(48.)        | 3:1      |
| 26                                                | 27. 2. 2016  | 1. liga (26.)             | FC Steaua Bukurešť – CSM Politehnica Iasi     | 1:10(46.)        | 1:1      |
| 27                                                | 13. 3. 2016  | 1. liga – O titul (2.)    | FC Steaua Bukurešť – Astra Giurgiu            | 2:00(59.)        | 2:0      |
| 28                                                | 19. 3. 2016  | 1. liga – O titul (3.)    | FC Viitorul Constanta – FC Steaua Bukurešť    | 0:30(59.)        | 1:3      |
| 29                                                | 30. 3. 2016  | 1. liga – O titul (4.)    | Pandurii Targu Jiu – FC Steaua Bukurešť       | 0:10(89.) (pen.) | 0:1      |
| 30                                                | 26. 7. 2016  | 3. předkolo LM (1. zápas) | AC Sparta Praha – FC Steaua Bukurešť          | 1:10(75.)        | 1:1      |
| 31                                                | 31. 7. 2016  | 1. liga (2.)              | FC Viitorul Constanta – FC Steaua Bukurešť    | 1:30(89.)        | 1:3      |
| 32                                                | 3. 8. 2016   | 3. předkolo LM (Odveta)   | FC Steaua Bukurešť – AC Sparta Praha          | 1:00(31.)        | 2:0      |
| 33                                                | 3. 8. 2016   | 3. předkolo LM (Odveta)   | FC Steaua Bukurešť – AC Sparta Praha          | 2:00(62.)        | 2:0      |
| Celkem: Liga – 24, Evropské poháry – 7, Pohár – 2 |              |                           |                                               |                  |          |

### RSC Anderlecht

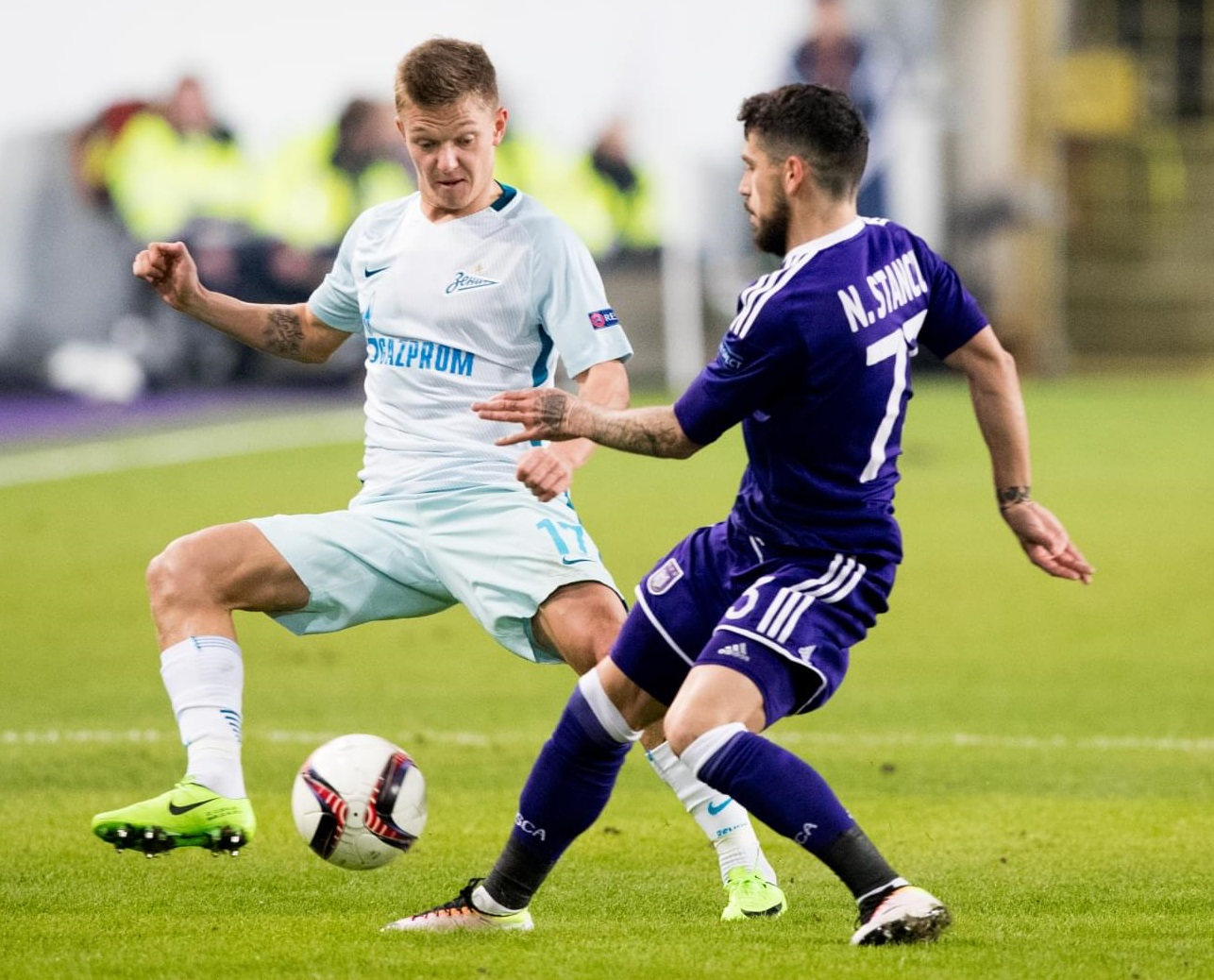
Stanciu (vpravo) proti Zenitu Petrohrad v 1. kole play-off Evropské ligy 2016/17

Dne 29. srpna 2016, i přes zájem mnohých evropských klubů, jako například Chelsea, přestoupil do belgického RSC Anderlecht. Přestup stál 7,8 milionu eur, s potencionálními bonusy až 9,8 milionu eur, což ze Stanciua udělalo nejdražšího hráče belgické ligy. V listopadu 2017 agent potvrdil doplatek dalších 2 milionů eur a Nicolae Stanciu se stal nejdražším Rumunem.
Stanciu debutoval v Jupiler Pro League 11. září 2016 proti Charleroi. Své první góly v Anderlechtu dal v utkání Evropské ligy Mohuči. Poprvé v kariéře byl vyloučen 5. prosince v utkání s Kortrijkem.
Stanciu vstřelil svůj první gól v roce 2017 do sítě Sint-Truidenu a jeho výkon mu vynesl cenu hráče utkání. Dne 9. března skóroval v osmifinále Evropské ligy proti APOELu. První sezonu v Anderlechtu s 8 góly a 8 asistencemi napříč všemi soutěžemi.
Na začátku sezony 2017/2018 si vyměnil číslo dresu z 73 na 10. Pod novým koučem Vanhaezebrouckem ale dostával méně a méně příležitostí. Belgická média mluvila o jeho přestupu, jako největší zájemce označila turecký Beşiktaş JK a českou Spartu.
| Gól                                   | Datum        | Soutěž (kolo)            | Zápas                                 | Skóre (minuta) | Výsledek |
| ------------------------------------- | ------------ | ------------------------ | ------------------------------------- | -------------- | -------- |
| 1                                     | 3. 11. 2016  | Základní skupina EL (4.) | RSC Anderlecht – 1. FSV Mainz 05      | 1:00(9.)       | 6:1      |
| 2                                     | 3. 11. 2016  | Základní skupina EL (4.) | RSC Anderlecht – 1. FSV Mainz 05      | 2:10(41.)      | 6:1      |
| 3                                     | 27. 11. 2016 | 1. liga (16.)            | RSC Anderlecht – Royal Excel Mouscron | 4:00(31.)      | 7:0      |
| 4                                     | 4. 12. 2016  | 1. liga (17.)            | KV Kortrijk – RSC Anderlecht          | 0:10(29.)      | 1:3      |
| 5                                     | 8. 12. 2016  | Základní skupina EL (6.) | RSC Anderlecht – AS Saint-Étienne     | 2:00(31.)      | 2:3      |
| 6                                     | 22. 1. 2017  | 1. liga (22.)            | RSC Anderlecht – K. Sint-Truidense VV | 2:00(65.)      | 3:1      |
| 7                                     | 25. 1. 2017  | 1. liga (23.)            | KVC Westerlo – RSC Anderlecht         | 1:20(15.)      | 2:4      |
| 8                                     | 9. 3. 2017   | Osmifinále EL (Odveta)   | APOEL FC – RSC Anderlecht             | 0:10(29.)      | 0:1      |
| 9                                     | 23. 9. 2017  | 1. liga (8.)             | Waasland-Beveren – RSC Anderlecht     | 1:10(75.)      | 1:2      |
| Celkem: Liga – 5, Evropské poháry – 4 |              |                          |                                       |                |          |

### AC Sparta Praha

#### 2017/2018
Na konci ledna 2018 přestoupil Stanciu do pražské Sparty. Stanciu si proti Spartě v minulosti několikrát zahrál, naposledy v dresu Steauy ve 3. předkole Ligy Mistrů 2016/17, kdy Stanciu ve dvojzápase vstřelil 3 góly a Spartu tak vyřadil.
První gól v rudém dresu vstřelil při ligové premiéře s Libercem, když otevřel skóre hned v 5. minutě utkání. Další podařený zápas zažil v derby se Slavií dne 17. března 2018. Ve 12. minutě otevřel skóre, o pár minut později mu nebyl kvůli ofsajdu uznán další gól. Ve 32. minutě při rohovém kopu trefil míčem hlavu Součka, který si míč srazil do vlastní brány. Ve 43. minutě si Stanciu připsal již druhý gól v utkání.
| Gól               | Datum       | Soutěž (kolo) | Zápas                               | Skóre (minuta) | Výsledek |
| ----------------- | ----------- | ------------- | ----------------------------------- | -------------- | -------- |
| 1                 | 18. 2. 2018 | 1. liga (17.) | AC Sparta Praha – FC Slovan Liberec | 1:00(5.)       | 2:0      |
| 2                 | 17. 3. 2018 | 1. liga (21.) | AC Sparta Praha – SK Slavia Praha   | 1:00(12.)      | 3:3      |
| 3                 | 17. 3. 2018 | 1. liga (21.) | AC Sparta Praha – SK Slavia Praha   | 3:00(43.)      | 3:3      |
| 4                 | 31. 3. 2018 | 1. liga (22.) | FK Teplice – AC Sparta Praha        | 0:10(40.)      | 1:1      |
| 5                 | 20. 4. 2018 | 1. liga (25.) | AC Sparta Praha – FK Jablonec       | 1:00(32.)      | 2:0      |
| 6                 | 4. 5. 2018  | 1. liga (27.) | AC Sparta Praha – FC Fastav Zlín    | 1:00(20.)      | 2:1      |
| 2017/18: Liga – 6 |             |               |                                     |                |          |

#### 2018/2019
Před sezonou 2018/19 byl jmenován zástupcem kapitána (kapitánem byl vybrán Josef Šural). Začátek sezony 2018/19 vyšel Stanciuovi dobře, po 5. kole byl vyhlášen vítězem ocenění Přihraj:Král asistencí. Stanciu gólově zazářil v 9. kole proti Liberci, kterému vstřelil 2 góly a na další přihrál. V dalším kole v utkání proti Viktorii Plzeň obdržel v samém závěru zápasu červenou kartu za faul na Davida Limberského a od disciplinární komise dostal trest na dva zápasy. Stanciu se opět střelecky prosadil 10. listopadu v Karviné, kterou Sparta porazila 3:1. V dalším utkání, hraném 25. listopadu mohl Stanciu rozhodnout utkání s Jabloncem, když v 69. minutě kopal penaltu. Tu neproměnil a Sparta s Jabloncem remizovala 0:0. Penaltu neproměnil ani v penaltovém rozstřelu osmifinálového utkání MOL Cupu proti Opavě. Na konci roku 2018 přišla na Stanciua nabídka z jednoho nejmenovaného egyptského týmu. Stanciu nabídku chtěl přijmout, Sparta ale nabídku za téměř 200 milionů korun odmítla. Stanciu opustil soustředění Sparty 28. ledna.
| Gól                                      | Datum        | Soutěž (kolo)    | Zápas                               | Skóre (minuta) | Výsledek |
| ---------------------------------------- | ------------ | ---------------- | ----------------------------------- | -------------- | -------- |
| -                                        | 23. 6. 2018  | Přátelské utkání | AC Sparta Praha – AS Trenčín        | 3:20(82.)      | 4:2      |
| 7                                        | 12. 8. 2018  | 1. liga (4.)     | FK Teplice – AC Sparta Praha        | 0:30(39.)      | 0:4      |
| 8                                        | 22. 9. 2018  | 1. liga (9.)     | AC Sparta Praha – FC Slovan Liberec | 1:00(17.)      | 4:1      |
| 9                                        | 22. 9. 2018  | 1. liga (9.)     | AC Sparta Praha – FC Slovan Liberec | 4:10(90.)      | 4:1      |
| 10                                       | 10. 11. 2018 | 1. liga (15.)    | MFK Karviná – AC Sparta Praha       | 1:20(71.)      | 1:3      |
| 2018/19: Liga – 4 (Přátelská utkání – 1) |              |                  |                                     |                |          |
| Celkem: Liga – 10 (Přátelská utkání – 1) |              |                  |                                     |                |          |

### Al Ahli
Nicolae Stanciu přestoupil do saúdskoarabského Al Ahli 31. ledna 2019 za 200 milionů korun, jednalo se o šestý nejdražší nákup historie Saudi Professional League a o třetí nejdražší odchod z české ligy (po Rosickém a Dočkalovi). V novém působišti poprvé skóroval 16. února ve čtvrtfinálovém utkání arabské obdoby Ligy mistrů. V lize poprvé skóroval 19. dubna proti Al Wehdě. Kvůli finančním problémům, které Al Ahli postihly, Stanciu ze země odjel a pravděpodobně se stane volným hráčem. Na konci června roku 2019 se v českých médiích (iDNES.cz) objevily spekulace o možném hráčově příchodu do pražské Slavie. Podle tehdejšího trenéra klubu Jindřicha Trpišovského však přestup nebyl aktuální, byť by takového hráče ve svém celku rád měl k dispozici. Přestup byl nakonec uskutečněn 3. července 2019.
| Gól                                         | Datum       | Soutěž (kolo)                   | Zápas                | Skóre (minuta) | Výsledek |
| ------------------------------------------- | ----------- | ------------------------------- | -------------------- | -------------- | -------- |
| 1                                           | 16. 2. 2019 | Arabská LM                      | Al Wasl FC – Al Ahli | 1:10(66.)      | 2:2      |
| 2                                           | 19. 4. 2019 | Saudi Professional League (28.) | Al Ahli – Al Wehda   | 2:00(44.)      | 3:2      |
| 3                                           | 11. 5. 2019 | Saudi Professional League (29.) | Al Faisaly – Al Ahli | 0:10(11.)      | 1:4      |
| Celkem za Al Ahli: Liga – 2, Arabská LM – 1 |             |                                 |                      |                |          |

### SKSlavia Praha
Do Slavie fotbalista nakonec přestoupil 4. července 2019, byť již o den dříve informaci o transferu přinesla rumunská media. Dva dny poté (6. července) hráli fotbalisté Slavie utkání o Česko-slovenský Superpohár se Spartakem Trnava na jeho hřišti. V zápase vyhráli 3:0 a přesto, že Stanciu do mače nezasáhl a celý jej strávil na tribuně mezi diváky, získal po něm medaili za vítězství. Povedlo se mu tedy to, co při jeho angažmá ve Spartě nikoliv, kdy tvrdil, že tento pražský klub opustí až poté, co v jeho barvách získá nějaký triumf.
Na konci sezony 2019/20 navíc se Slavií získal mistrovský titul. Navíc získal ocenění pro nejlepšího záložník a cizince sezony.
Dne 2.5. 2021 Získal již druhý titul se Slavií.

## Reprezentační kariéra
Nicolae Stanciu působil v rumunských reprezentačních výběrech U19 a U21. Zúčastnil se domácího Mistrovství Evropy hráčů do 19 let 2011, kde skóroval v zápase proti České republice (prohra 1:3).
V A-mužstvu Rumunska debutoval 23. 3. 2016 v přátelském zápase v Giurgiu proti reprezentaci Litvy, který Rumunsko vyhrálo 1:0 jeho gólem.

Trenér rumunského národního týmu Anghel Iordănescu jej vzal na EURO 2016 ve Francii. Rumuni obsadili se ziskem jediného bodu poslední čtvrté místo v základní skupině A.

### Góly v reprezentaci
| Gól | Datum        | Soutěž (kolo)            | Zápas               | Skóre (minuta)   | Výsledek |
| --- | ------------ | ------------------------ | ------------------- | ---------------- | -------- |
| 1   | 23. 3. 2016  | Přátelské utkání         | Rumunsko – Litva    | 1:00(65.)        | 1:0      |
| 2   | 25. 5. 2016  | Přátelské utkání         | Rumunsko – DR Kongo | 1:00(27.)        | 1:1      |
| 3   | 29. 5. 2016  | Přátelské utkání         | Rumunsko – Ukrajina | 3:40(84.)        | 3:4      |
| 4   | 3. 6. 2016   | Přátelské utkání         | Rumunsko – Gruzie   | 3:00(49.)        | 5:1      |
| 5   | 8. 10. 2016  | Kvalifikace MS 2018 (2.) | Arménie – Rumunsko  | 0:40(29.)        | 0:5      |
| 6   | 13. 6. 2017  | Přátelské utkání         | Rumunsko – Chile    | 2:20(60.)        | 3:2      |
| 7   | 24. 3. 2018  | Přátelské utkání         | Rumunsko – Izrael   | 1:10(64.)        | 2:1      |
| 8   | 31. 5. 2018  | Přátelské utkání         | Rumunsko – Chile    | 1:00(13.)        | 3:2      |
| 9   | 10. 9. 2018  | Liga národů (C4, 2.)     | Srbsko – Rumunsko   | 1:10(48.) (pen.) | 2:2      |
| 10  | 17. 11. 2018 | Liga národů (C4, 5.)     | Rumunsko – Litva    | 3:00(65.)        | 3:0      |

## Osobní život
V mládí ho hodně vychovávala babička, protože rodiče byli dlouho v práci. Tři roky po její smrti si ji na památku nechal vytetovat na rameno. Stanciuovým oblíbeným filmem je Temný rytíř, podobiznu záporáka Jokera má vytetovanou na hřbetu ruky.
Stanciuovým oblíbeným týmem je Liverpool FC.